# Beigestrupig purpurtofs
Beigestrupig purpurtofs (Iodopleura pipra) är en utrotningshotad sydamerikansk fågel i familjen tityror inom ordningen tättingar som är endemisk för Brasilien.

## Utseende
Beigestrupig purpurtofs är en mycket liten tätting, endast 9,5 centimeter lång. Den är askgrå ovan med mörkare hjässa, mer sotfärgade långa vingar och en kort stjärt. På strupe, bröst och undre stjärttäckare är den blekt kanelbeige, medan resten av undersidan är vitbandat grå. De purpurfärgade tofsarna på flankerna hos hanen som givit släktet dess svenska namn är ofta dolda. Ibland sysn ett vitt band på övergumpen. Näbben är kort, grov och svart. Lätet är ett mycket tunt och metalliskt psi-si.

## Utbredning och systematik
Beigestrupig purpurtofs delas in i två underarter med följande utbredning:
- Iodopleura pipra leucopygia – förekommer i kustnära nordöstra Brasilien (Paraíba, Pernambuco, Alagoas och Bahia)
- Iodopleura pipra pipra – förekommer i kustnära östra Brasilien (Espírito Santo, Rio de Janeiro och São Paulo)

### Släktskap
Purpurtofsarna placerades tidigare i familjen kotingor, vilket det svenska tidigare gruppnamnet dvärgkotingor avslöjar. DNA-studier visar dock att de tillhör en grupp fåglar som urskilts till den egna familjen tityror (Tityridae). De är närmast släkt med tityror i släktet Tityra och bekarder i Pachyramphus och Xenopsaris.

## Status och hot
Denna art har en mycket liten världspopulation på mellan 1000 och 2500 vuxna individer. Dessutom har varje delpopulation mindre än 250 individer vardera. Populationen minskar till följd av habitatförstörelse och fragmentering. Internationella naturvårdsuionen IUCN kategoriserar den därför som starkt hotad.

## Levnadssätt
Fågeln återfinns bland trädkronorna i kustnära och låglänta skogar. Den kan också tolerera skogsmarker påverkade av skogsavverkning och ses i kakaoplantage och hyggen med spridda träd. Den lever av mistelbär, men också insekter som den fångar i flykten. Häckning har konstaterats i augusti-oktober med en sjungande hane observerad i januari i Espírito Santo.